# Marthasterias
Genre
Marthasterias est un genre d'étoiles de mer de la famille des Asteriidae.

## Liste des espèces
Selon World Register of Marine Species (28 mars 2020) :
- Marthasterias africana (Müller & Troschel, 1842) -- Étoile africaine (Afrique du sud tempérée)
- Marthasterias glacialis (Linnaeus, 1758) -- Étoile glaciaire (Europe atlantique et Méditerranée)

## Galerie

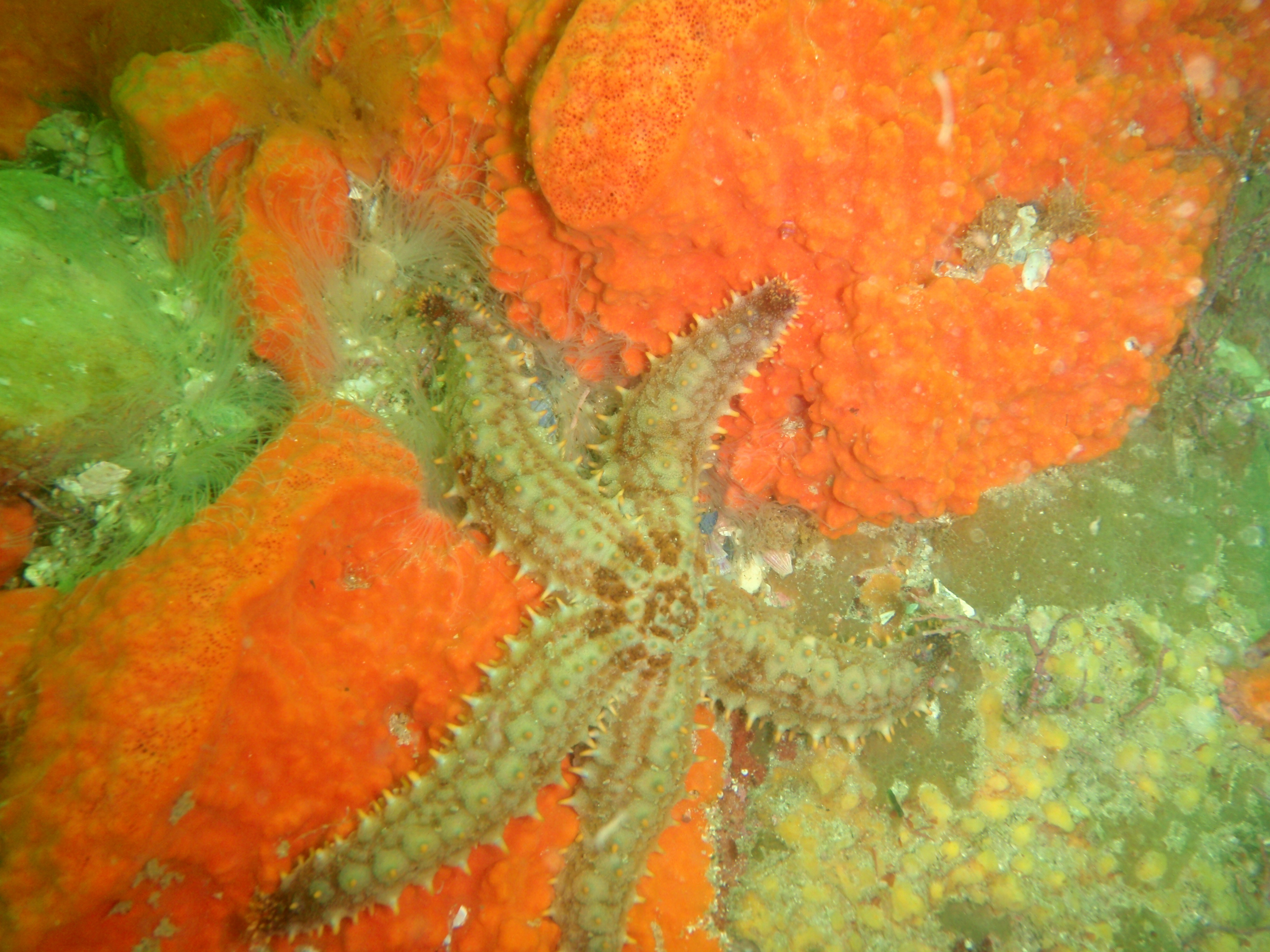
Marthasterias africana.
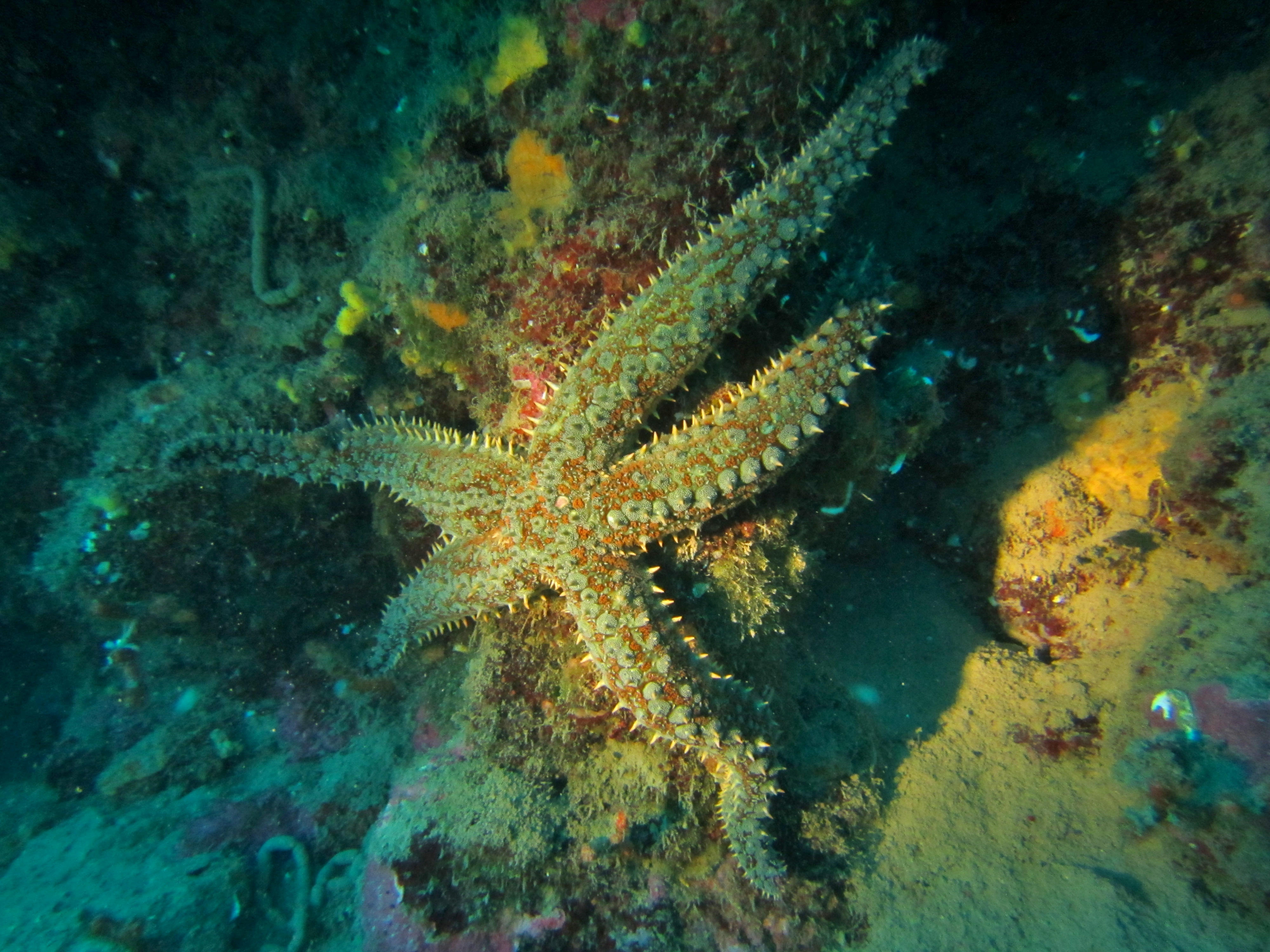
Marthasterias glacialis.

## Habitat et répartition
L'aire de répartition de ce genre couvre l'Atlantique Est tempéré, le Sud pour Marthasterias africana, et le Nord pour Marthasterias glacialis.

## Publication originale
- Jules Jullien, « Description d'un nouveau genre de Stéllérides, de la famille des Astériadées », Bulletin de la Société zoologique de France, Paris, Société zoologique de France, vol. 3,‎ 21 juin 1878, p. 141-143 (ISSN 0037-962X et 2540-329X, OCLC 1715809, lire en ligne).